# Сухобский, Николай Феофилович
Николай Феофилович Сухобский (7 ноября 1915, дер. Будани, Витебская губерния — 15 октября 1943, Днепропетровская область) — командир стрелковой роты 1310-го стрелкового полка 19-й стрелковой дивизии 7-й гвардейской армии Степного фронта, лейтенант. Герой Советского Союза.

## Биография
Родился 25 октября 1915 года в деревне Будани (ныне — Себежского района Псковской области). Жил в городе Красноуфимск Свердловской области.
В 1933 году Николай поступил учиться в Красноуфимское железнодорожное фабрично-заводское училище, выбрав профессию дежурного по станции. ФЗУ только второй год располагалось в новеньком здании по улице 1 -й Деповской. Здание было самым крупным по тем временам в железнодорожном поселке. Профессиям будущих железнодорожников обучали, как правило, рабочие-железнодорожники с производственным опытом. Среди них был и С.Ф. Шитов - мастер производственного обучения. Спустя много лет он вспоминал: "В моей группе учился Николай Сухобский. Высокий, стройный, с копной черных густых волос, всегда подтянутый, опрятный. Я доверял ему, как себе. Волевой, умный, требовательный к себе и другим, он умел поддерживать дисциплину в группе, был душой и заводилой всех интересных дел. То, что он стал в годину испытаний для страны Героем Советского Союза, меня не удивило. К подвигу он себя готовил всю свою короткую, но яркую жизнь..." В 1935 году успешно завершена учеба в училище, с рабочей путевкой молодой железнодорожник стал работать на станции Надеждинск Свердловской железной дороги. Время службы в 1938-40 годах в Красной Армии в железнодорожных войсках совпало с военными событиями на Карельском перешейке. После демобилизации работал на станции Красноуфимск.
Работал слесарем на железнодорожной станции.
В Красной Армии в 1937—1940 годах и с июля 1941 года. Участник освободительного похода советских войск в Западную Украину и Западную Белоруссию 1939 года. Окончил курсы младших лейтенантов. Член ВКП(б) с 1942 года. На фронте в Великую Отечественную войну с апреля 1942 года. Окончил курсы «Выстрел» в 1943 году.
13 августа при овладении сильно укрепленным пунктом противника - деревней Сороковка - Сухобский применил тактику охвата с флангов, полуокружил и почти полностью уничтожил немецкий гарнизон. Рота лейтенанта отличалась в боях за овладение и другими населенными пунктами.
Командир стрелковой роты 1310-го стрелкового полка лейтенант Николай Сухобский в боях 26 сентября — 10 октября 1943 года с бойцами вверенной ему роты прочно удерживал занятый рубеж у села Домоткань Верхнеднепровского района Днепропетровской области, отражая многочисленные вражеские контратаки.
После двух недель ожесточенных боев противник, воспользовавшись правым флангом, силою до батальона пехоты с танками внезапно атаковал позиции подразделения и окружил их. 9 октября 1943 года в критический момент боя лейтенант Н. Ф. Сухобский принял на себя командование стрелковым батальоном и организовал круговую оборону.  Тринадцать суток его рота отбивала многочисленные атаки противника, прочно удерживая рубежи, уничтожив в этом неравном бою до 260 гитлеровцев и большое количество их техники. Силы немцев были измотаны. В дальнейшем вывел батальон из вражеского кольца и соединился с другими подразделениями 1310-го стрелкового полка. 15 октября 1943 года Николай Сухобский погиб на боевом посту. Посмертно ему присвоено звание Героя Советского Союза.
Похоронен в братской могиле в селе Правобережное Верхнеднепровского района Днепропетровской области, на трассе Днепропетровск — Киев.
Указом Президиума Верховного Совета СССР от 22 февраля 1944 года за образцовое выполнение боевых заданий командования и проявленные при этом мужество и героизм лейтенанту Сухобскому Николаю Феофиловичу посмертно присвоено звание Героя Советского Союза.
Награждён орденами Ленина, Отечественной войны 2-й степени, медалью.

## Память
Именем Героя названа улица в Красноуфимске Свердловской области.
На территории Красноуфимского филиала ГАПОУ СО УрЖТ (бывшее Красноуфимское профессиональное училище №97) имеется Музей боевой и трудовой славы имени Н.Ф. Сухобского, где расположен единственный сохранившийся посмертный портрет Н.Ф. Сухобского и его бюст.